# تايلر وولف
تايلر وولف (بالإنجليزية: Tyler Wolff) هو لاعب كرة قدم أمريكي في مركز الهجوم، ولد في 13 فبراير 2003 في سنيلفيل في الولايات المتحدة. لعب مع اتلانتا يونايتد 2.

## وصلات خارجية
- تايلر وولف على موقع الدوري الأمريكي (الإنجليزية)
- تايلر وولف على موقع قاعدة بيانات كرة القدم.إي يو (الإنجليزية)
- تايلر وولف على موقع Soccerway.com (الإنجليزية)